# NGC 2414
NGC 2414 (również OCL 598) – gromada otwarta znajdująca się w gwiazdozbiorze Rufy. Odkrył ją William Herschel 4 lutego 1785 roku. Jest położona w odległości ok. 11,3 tys. lat świetlnych od Słońca.